# Вексилологія

Прапор Міжнародної федерації асоціацій вексилології

Вексилоло́гія (прапорознавство, від лат. vexillum — «прапор» та грец. λογοs — «наука») — спеціальна історична дисципліна, об'єктами дослідження якої є прапори, корогви, знамена, штандарти, транспаранти, вимпели та інші засоби сигналізації, що виконують функції символів.

## Походження терміна
Як окрема спеціальна історична дисципліна вексилологія трактується з кінця 50-х років ХХ ст., коли уперше було застосовано цей термін. Іноді її продовжують вважати частиною геральдики, у рамках якої ще від середини ХІХ ст. фактично відбувалося її наукове становлення (це зумовлювалося тим, що на давніх прапорах і знаменах використовувалися переважно геральдичні символи). Звуження предметної області, а також політичні зміни після Другої світової війни, які привели до розпаду колоніальної системи та появи нових держав, ширшого застосування різних видів прапорів, росту зацікавлення прапорництвом і появи в цій галузі спеціальних науково-дослідних організацій, прискорили виокремлення вексилології в самостійну дисципліну.
Термін запровадив 1957-го американський науковець Вітні Сміт, автор багатьох книжок і статей з вексилології (перекладені майже всіма європейськими мовами), для позначення піддисципліни геральдики, з якої вона з часом виокремилася і перебуває в тісному зв'язку з такими суміжними їй дисциплінами, як іконографія, емблематика, фалеристика, сфрагістика.

## Міжнародні асоціації
Конституція МФВТ (FIAV, Fédération internationale des associations vexillologiques) офіційно визначає вексилологію як «створення та розвиток системи знань про прапори всіх типів, їх форм і функцій, і системи наукових теорій і принципів, заснованих на таких знаннях». Особа, що вивчає прапори — вексилологіст, особа, що проєктує прапори — вексилографіст.
Щодругого року МФВТ організовує Міжнародний конгрес із вексилології (МКВ, ICV). У 2007 МКВ відбувся в Берліні, Німеччина; 2009-го МКВ відбувся в Йокоґамі, Японія. 
Зацікавленість вексилологією поширилася в США та Європі від 1960-х років. Незабаром було засновано безліч спеціалізованих періодичних видань, які існують і донині: чеська «Вексилологія», американський «Прапор-бюлетень», англійський «Флагмастер», канадський «Флагскан» тощо).

## Національна Вексилологія
Перша вексилологічна праця видрукована в Києві 1709-го («Таблица флагов»).
Перші публікації, присвячені українським прапорам, мали переважно описовий характер. Важливим етапом для утвердження національних символів була згадана вище дискусія 1911–1913 рр. між львівськими та київськими дослідниками (І. Крип'якевич, С. Томашівський, К. Широцький) та подальша поява низки публікацій на цю тематику після 1917 р. (В. Різниченко, С. Шрамченко та ін.).
У радянській історіографії розглядалися хіба що проблеми козацьких прапорів, і то переважно під мистецтвознавчим оглядом (М. Макаренко, В. Іванов, І. Крип'якевич, Я. Ісаєвич, І. Величко, П. Жолтовський). Розвиток української вексилології як наукової дисципліни пов'язаний з дослідженнями I. Крип'якевича «Прапор Богдана Хмельницького», М. Макаренка «Запорозькі клейноди в Ермітажі», В. Іванова «Прапори слобідських полків», Я. Ісаєвича «Козацькі прапори національно-визвольної війни середини XVII ст.».
Тільки з процесом національного відродження в 1989—1991 рр. значну увагу було приділено питанню національного прапора (К. Гломозда, А. Гречило, Я. Дашкевич, Б. Якимович, В. Сергійчук та ін.). Діяльність Українського геральдичного товариства та пов'язаних з ним академічних установ і організацій, проведення з 1991 р. щорічних наукових геральдичних конференцій у Львові дали поштовх до всебічного вивчення окремих напрямків та аспектів В.: дослідження козацьких прапорів (Л. Гісцова, С. Леп'явко, Ю. Мицик, Ю. Савчук, В. Стафійчук та ін.), міських і територіальних (А. Гречило, Є. Турек), цехових (Ю. Легун, О. Соловка), організаційних (О. Круковський, А. Сова), військових (М. Чмир, М. Слободянюк, В. Карпов), церковних хоругов (Р. Косів), проблем термінології (Б. Якимович, О. Кохан) та ін.
Багато матеріалів на вексилологічну тематику публікується у віснику Українського геральдичного товариства «Знак».
В останні роки помітно активізувалися вексилологічні дослідження з козацького прапорництва: з'явилися праці Є. Турек, Ю. Савчука — «Нові відомості про бойові прапори козацького війська (середина XVII ст.)», «Прапор Б. Хмельницького зі збірки Військового музею у Стокгольмі», «Українська пам'ятка Північної війни».

## Принципи дизайну прапорів
Дизайни прапорів виражають набір закономірностей, які постають із розмаїття практичних питань, історичних обставин і культурних заводів, які формували та формують еволюцію цих дизайнів.
Помітним прикладом є п'ять принципів Теда Кеї «Гарний прапор, поганий прапор», опубліковані та рекомендовані Північно-американським вексилологічним товариством:
1. Спрощуйте: прапор має бути настільки простим, щоб дитина могла намалювати його по пам'яті.
2. Використовуйте символи, що мають чітку мету: зображення на прапорі, його кольори чи візерунки мають пов'язуватись із тим, що вони символізують.
3. Використовуйте 2-3 базових кольори: обмежте кількість кольорів на прапорі до трьох, які добре контрастують і взяті зі стандартного набору кольорів.
4. Жодних літер і штампів: ніколи не використовуйте написання у будь-якій формі чи штампи організацій.
5. Відрізняйтесь або споріднюйтесь: уникайте дублювання інших прапорів, але використовуйте схожості, щоб вказати на зв'язки.